# 한국고전번역원
한국고전번역원(韓國古典飜譯院, Institute for the Translation of Korean Classics, 약칭: ITKC)은 우리 조상들의 정신문화를 담고 있는 한국고전의 수집, 정리, 번역을 통해 한국학 연구의 기반을 구축하고 나아가 전통문화를 계승, 발전시키기 위하여 2007년 11월 설립된 교육부 산하 기타공공기관이다. 서울특별시 은평구 진관1로 85에 있다.

## 설립 근거
- 한국고전번역원법[1]

## 사업
한국고전번역원의 사업은 다음과 같다.
- 고전문헌의 수집·정리 및 연구
- 고전문헌의 편찬·번역 및 보급
- 고전문헌의 정리·번역을 위한 인재 양성
- 고전문헌과 관련된 대민 업무
- 고전문헌에 관한 국내외 교류 및 협력
- 제1호부터 제5호까지의 사업에 부대되는 사업으로 정관으로 정하는 사업

## 연혁
- 2007년 7월: 한국고전번역원법(안)국회 의결 / 한국고전번역 핵심인재 양성사업, 성균관대학교와 공동수행
- 2007년 8월: 한국고전번역원법 제정ㆍ공포(법률 제8579호)
- 2007년 11월: 박석무 초대 원장 취임 / 한국고전번역원 설립
- 2008년 1월: 고전 문헌 정본화 사업 착수
- 2008년 2월: 한문 고전 자문 서비스 개시
- 2008년 4월: 제1회 고전번역위원회(위원 15명) 개최
- 2008년 6월: 제1회 전문역자 모집전형 실시
- 2008년 11월: 한국고전번역원 개원 1주년 기념 학술대회 개최
- 2008년 12월: 민족문화추진회 42년사 발간
- 2009년 5월: 한국학 관련 3개 기관(한국학중앙연구원ㆍ동북아역사재단)업무 협약 체결
- 2009년 7월: 부설 고전번역원교육원 전주분원 청사 건립
- 2010년 5월: 권역별거점연구소 협동번역사업 착수
- 2010년 11월: 제2대 이동환 원장 취임
- 2011년 10월: 세종문화상(대통령상) 민족문화부문 수상
- 2012년 1월: 부설 고전번역교육원 밀양분원 설립
- 2012년 12월: 한국문집총간 속편 596종 150책 완간
- 2013년 2월: 초중등용 고전읽기 자료(대중화도서) 6책 간행
- 2014년 4월: 제3대 이명학 원장 취임
- 2014년 11월: 제1회 방은 고전번역상 시상
- 2015년 11월: ‘한국고전번역 50년’ 기념식 개최
- 2016년 11월: 신청사 기공식
- 2016년 12월: 전국 초등학생 대상 제1회 ‘고구마(고전에서 구하는 마법 같은 지혜)’ 독후감 대회 개최
- 2017년 3월: 제4대 신승운 원장 취임
- 2018년 6월: 은평구 진관1로 85로 신청사 이전
- 2020년 3월: 제5대 신승운 원장 취임
- 2023년 6월: 제6대 김언종 원장 취임

## 조직

### 한국고전번역원장
- 이사회
  - 고전번역위원회

#### 기획처
- 기획예산팀
- 대외협력팀

#### 번역사업본부
- 고전문헌번역실
- 역사문헌번역실
  - 승정원일기번역팀
  - 일성록번역팀
  - 조선왕조실록번역팀
- 원전정리실
- 성과평가실
- 출판콘텐츠실

#### 경영지원본부
- 운영지원실
  - 인사총무팀
  - 재무회계팀
- 총무관리실
- 고전정보센터
  - 고전정보팀

#### 고전번역연구소
- 연구기획팀

### 고전번역교육원
- 교무처
  - 교무행정실
- 전주분원
- 밀양분원
- 대전분원

## 사진

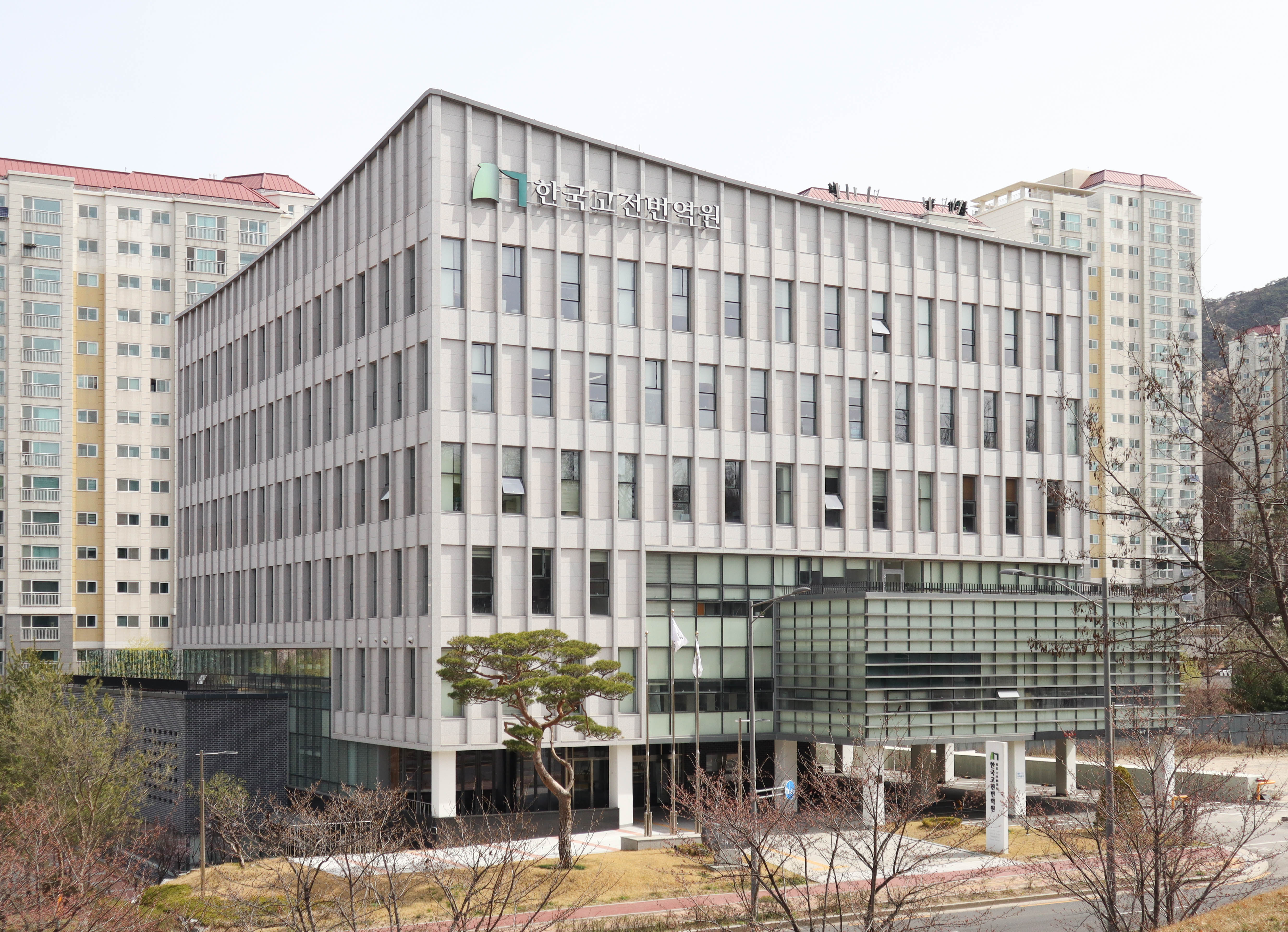
한국고전번역원 건물
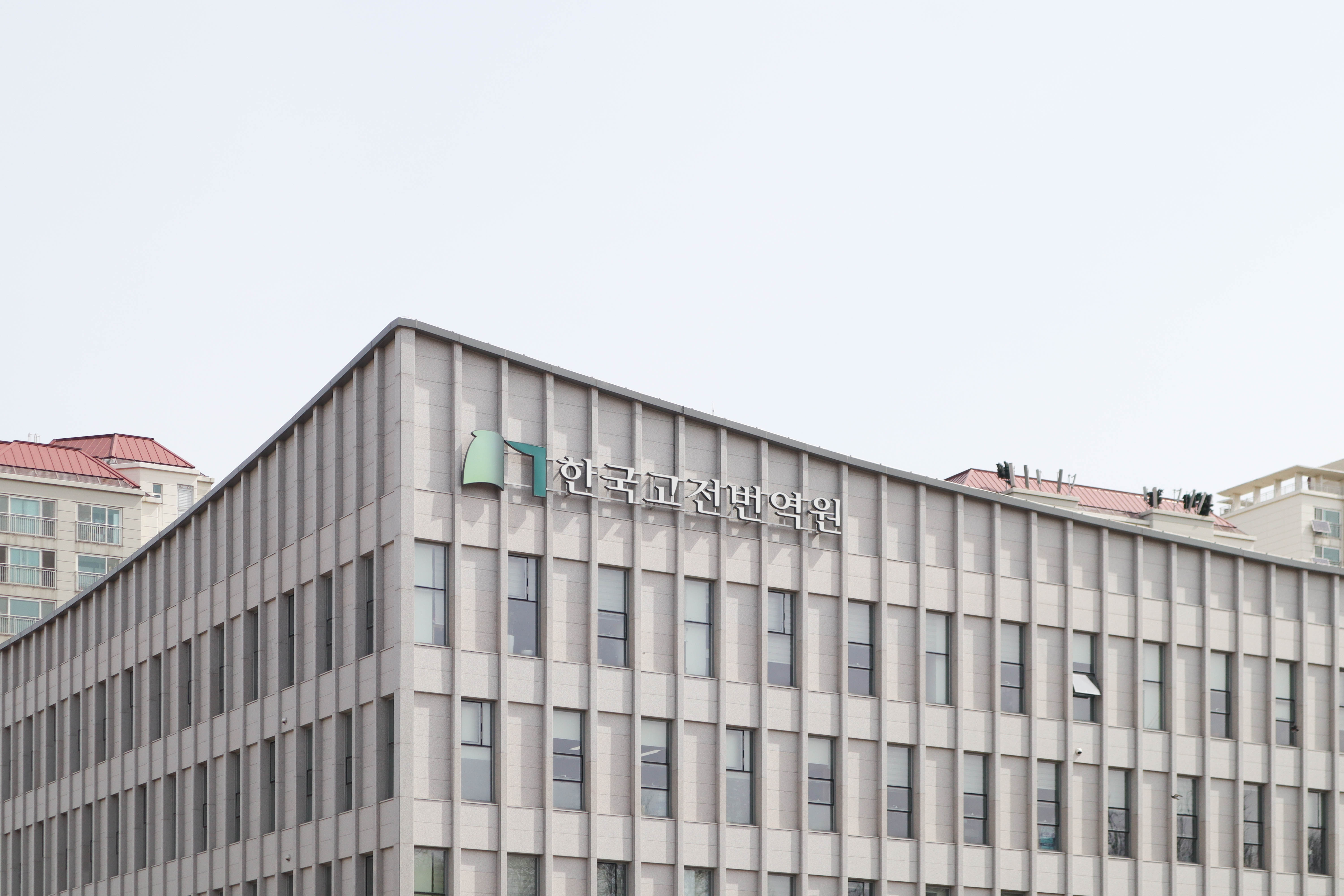
한국고전번역원 간판
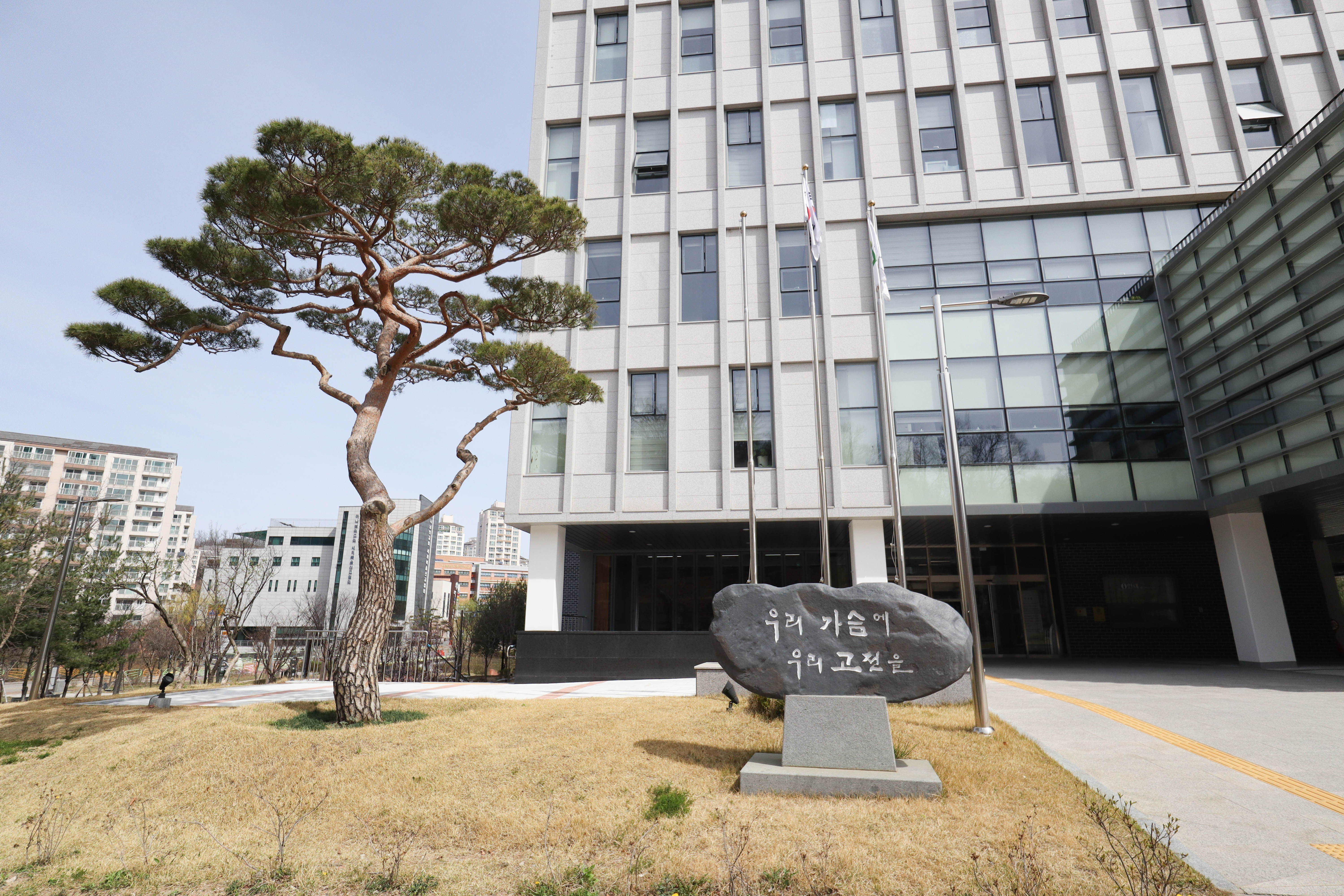
소나무와 표어석
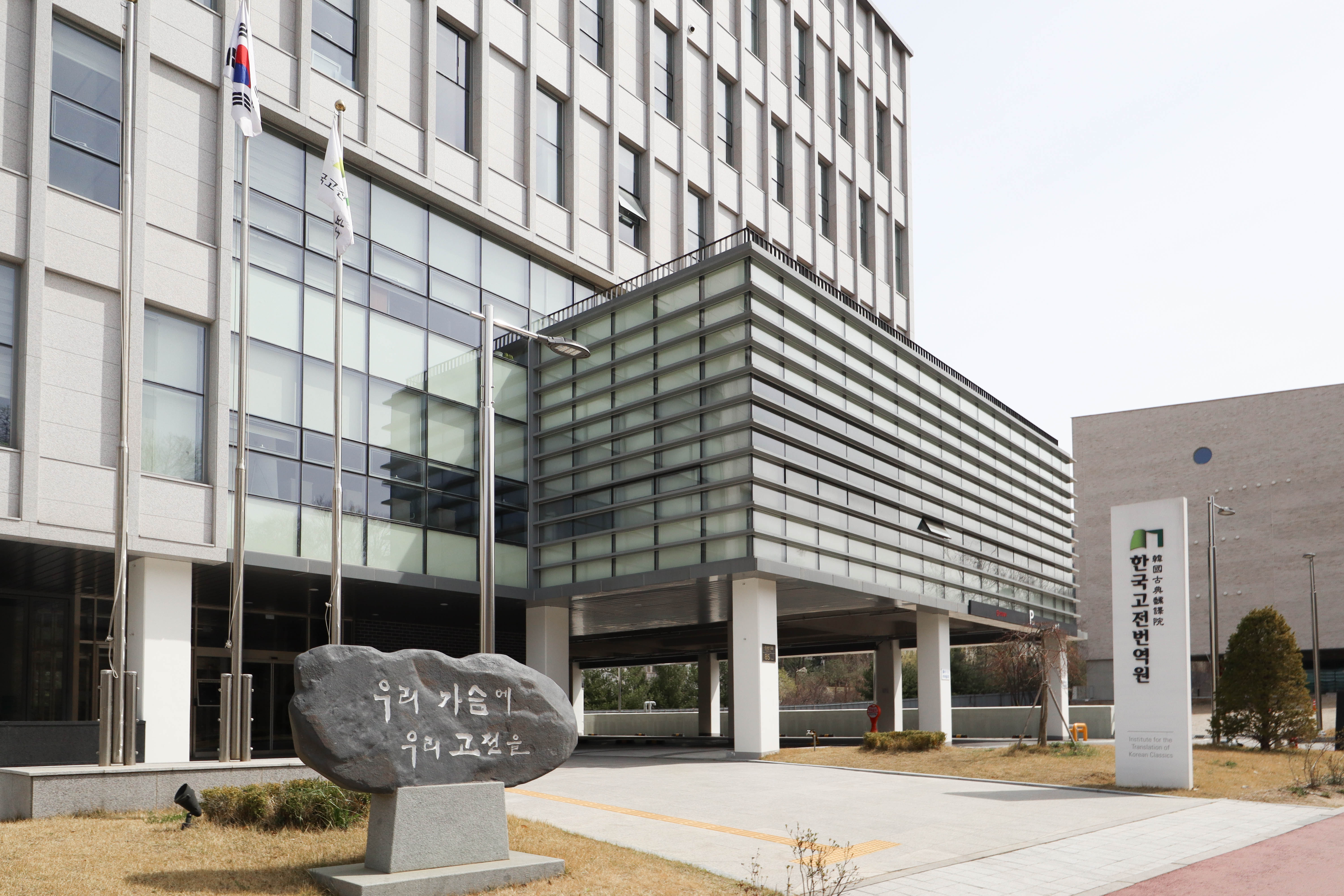
고전번역원 입구
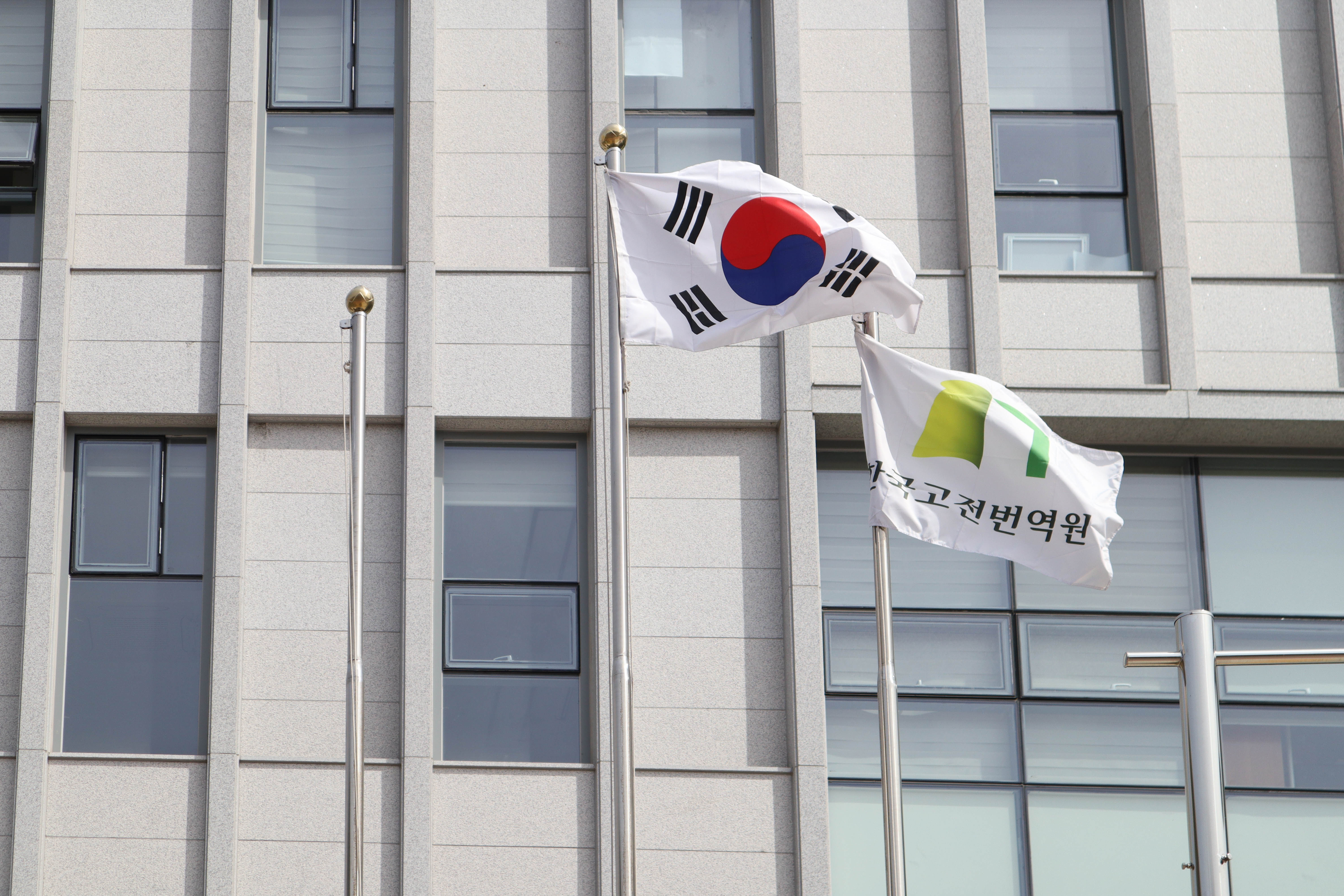
태극기와 고전번역원 기